# دان ألون
دان ألون (بالعبرية: דן אלון) (ولد في 28 مارس 1945 - 31 يناير 2018) هو مبارز إسرائيلي سابق. تنافس في مسابقة سيف الشيش في دورة الألعاب الأولمبية الصيفية 1972 في ميونيخ. احتل المركز الرابع في الجولة الأولى بثلاثة انتصارات وخسارتين وتقدم إلى الدور الثاني حيث احتل المركز الخامس بفوزين وثلاثة خسائر وتم القضاء عليه.
كان من بين ستة أعضاء في الفريق الإسرائيلي تجنبوا القبض عليهم من قبل الإرهابيين في عملية ميونيخ. كان هو وأربعة من زملائه في شقة 2 من المبنى في كونوليستراس 31 وبينما استولى الإرهابيون على السكان الإسرائيليين في الشقق 1 و 3 المجاورة ومروا من هذه الشقة وكان يفترض أنه أحد الإسرائيليين المختطفين أن هذه الشقة لا يوجد بها إسرائيليين. تمكن خمسة من سكان الشقة 2 من مغادرة المبنى من خلال الحديقة والفرار إلى بر الأمان.
في عام 2012 أصدر ألون كتابا بعنوان ذكريات ميونيخ شاركت في تأليفه كارلا ستوكتون وسرد خبراته في أولمبياد ميونيخ عام 1972 وأثر ذلك على حياته.
في 26 يوليو 2013 كتب ألون رسالة عامة إلى رئيس الوزراء الإسرائيلي بنيامين نتنياهو يحث فيها إسرائيل على التعاون في دعوى رفعت ضد بنك الصين من قبل والدي مراهق أمريكي قتل في هجوم إرهابي عام 2006.

## روابط خارجية
- دان ألون على موقع أوليمبيديا (الإنجليزية)